# Chevrolet Stylemaster
Der Chevrolet Stylemaster Serie DJ war ein PKW der oberen Mittelklasse, der im Modelljahr 1946 von Chevrolet als Einstiegsmodell und Nachfolger des Vorkriegsmodells Chevrolet Master Deluxe von 1942 hergestellt wurde. Die Produktion begann ab dem 3. Oktober 1945. Im Wesentlichen entsprachen die Fahrzeuge auch technisch und im Stil ihren Vorkriegspendants. 1947 hieß die Serie 1500 EJ und 1948 1500 FJ.
Vier Karosserievarianten waren verfügbar: zweitüriges Business-Coupé mit Sitzbank und drei Plätzen, zweitüriges Sport-Coupé mit fünf Sitzen und zwei Limousinen mit zwei, genannt Sport-Sedan, oder vier Türen als Town-Sedan und jeweils sechs Sitzplätzen. Die Preise für das 1022 USD für das Business-Coupé und endeten bei 1123 USD für den Sport-Sedan.
Die Wagen waren mit einem oben gesteuerten Reihensechszylindermotor ausgestattet, der aus 3548 cm3 Hubraum eine Leistung von 90 SAE-PS (66 kW) bei 3300 min−1 schöpfte. Über ein vollsynchronisiertes, manuelles Dreiganggetriebe mit Lenkradschaltung wurde die Motorkraft an die Hinterräder weitergeleitet. Die Bordspannung betrug 6 V. Im Modelljahr wurden rund 170.000 Fahrzeuge verkauft. Zu den bestellbaren Extras gehörten u. a. eine Heizung, ein Radio und eine Scheibenwaschanlage.
1947 gab es einen geringfügig veränderten Kühlergrill. Die Preise stiegen bei allen Modellen um über 100 USD. Chevrolet verkaufte im Modelljahr 1947 insgesamt 684.145 Fahrzeuge und wurde damit zum Marktführer in den USA. Gut 190.000 davon waren Stylemaster-Modelle.
1948 wurde dieser durch Einsetzen einer verchromten senkrecht verlaufenden Mittelstrebe in „T“-Form nochmals verändert; zusätzlich hatten die Fenster Rahmen aus schwarzem Gummi und die Typenbezeichnung Stylemaster erschien im hinteren Bereich der Alligator-Motorhaube auf beiden Seiten.
Im Folgejahr ersetzte der Special Serie 1500 GJ den Stylemaster. In drei Jahren entstanden 459.228 Exemplare. 

## Galerie

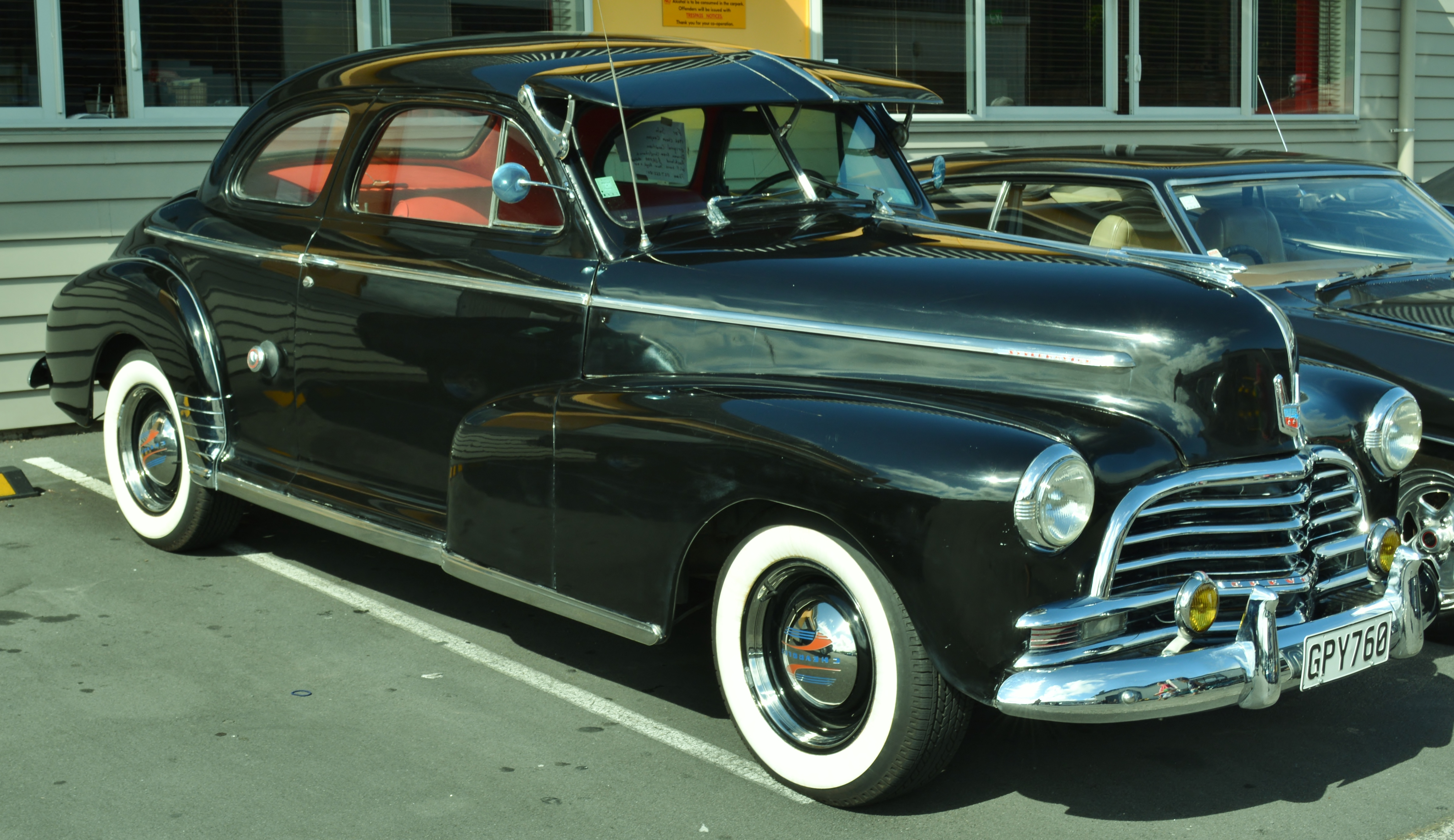
1946 Coupé
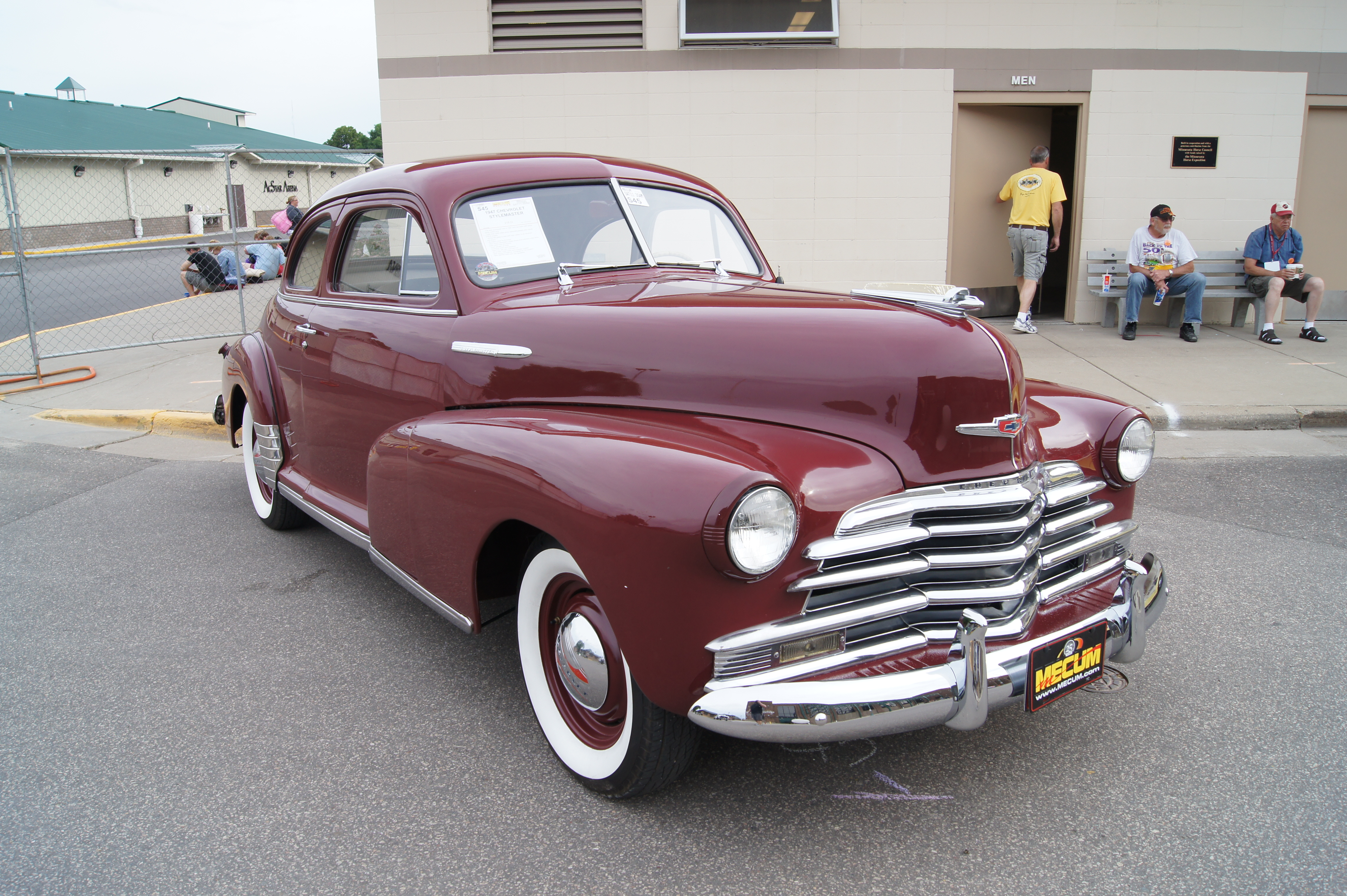
1947 Coupé
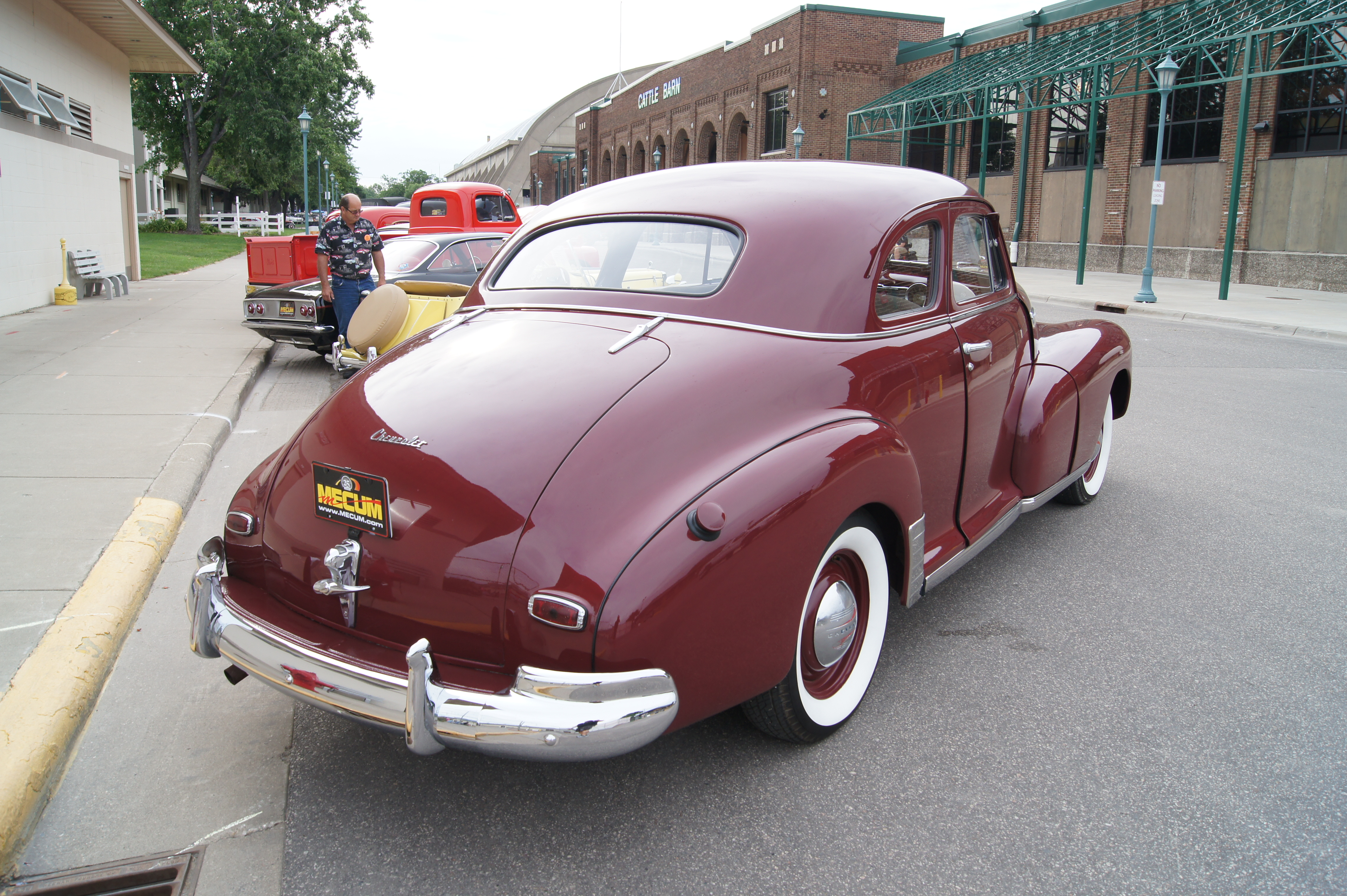
1947
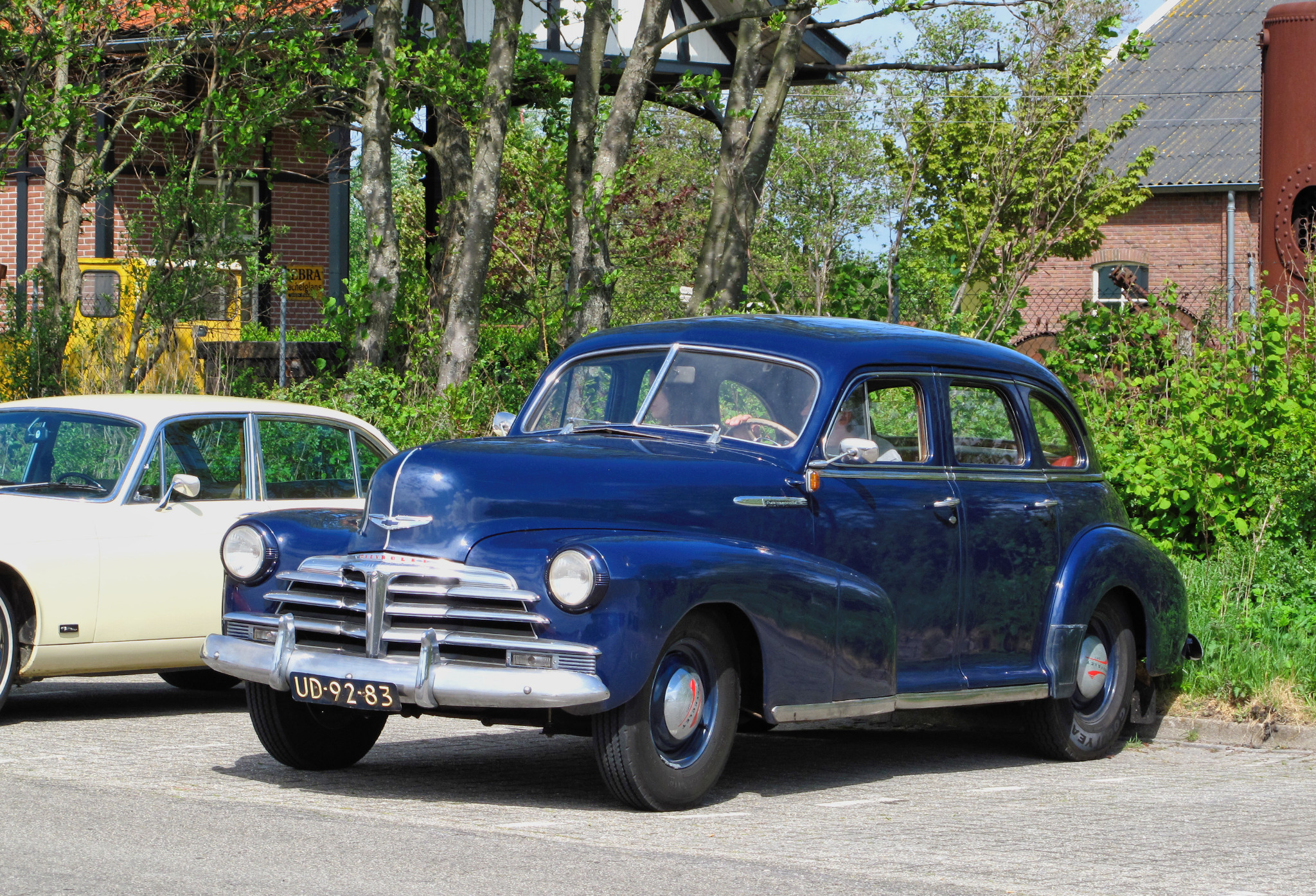
1948 Limousine